# Jiangsu Shagang Group
Jiangsu Shagang Group ou Shasteel est une entreprise sidérurgique chinoise privée. 